# Sulfat de bari
El sulfat de bari és un compost iònic de cations bari(2+), {\displaystyle {\ce {Ba^2+}}} i anions sulfat, {\displaystyle {\ce {SO4^2-}}}de fórmula {\displaystyle {\ce {BaSO4}}}. Es presenta en forma de pols de color blanc, sense olor i pràcticament insoluble en aigua. S'empra en radiologia com a contrast en els estudis de l'aparell digestiu.